# Кым (приток Камы)
Кым — река в России, большая часть течения находится в Верхнекамском районе Кировской области, исток и первый километр течения в Юрлинском районе Пермского края. Устье реки находится в 1388 км по правому берегу реки Кама. Длина реки составляет 80 км, площадь водосборного бассейна 528 км². В верховьях до впадения реки Северный Кым также называется Южный Кым.
Исток реки на Верхнекамской возвышенности в Пермском крае рядом с границей Кировской области в 34 км к юго-востоку от посёлка Ожмегово. Исток находится на водоразделе, рядом берёт начало река Коса. Вскоре после истока река перетекает в Кировскую область, где течёт на северо-запад по ненаселённому лесному массиву. В нижнем течении течёт параллельно Каме вплоть до впадения в неё ниже села Лойно. В низовьях Кыма на реке плотина недействующей ГЭС и водохранилище. Водохранилище связано с участком Камы выше села Лойно частично пересохшей протокой Ляда.

## Притоки (км от устья)
- река Гаревка (лв)
- 45 км: река Князевка (лв)
- река Еловая (лв)
- 60 км: река Ольховка (лв)
- 63 км: река Северный Кым (пр)

## Данные водного реестра
По данным государственного водного реестра России относится к Камскому бассейновому округу, водохозяйственный участок реки — Кама от истока до водомерного поста у села Бондюг, речной подбассейн реки — бассейны притоков Камы до впадения Белой. Речной бассейн реки — Кама.
Код объекта в государственном водном реестре — 10010100112111100000993.